# Палата перів Японії
Палата перів (яп. 貴族院, кідзокуін) — верхня палата імперського парламенту Японії відповідно до Конституції Японської імперії (конституція діяла з 1889 по 1947 роки).

## Діяльність

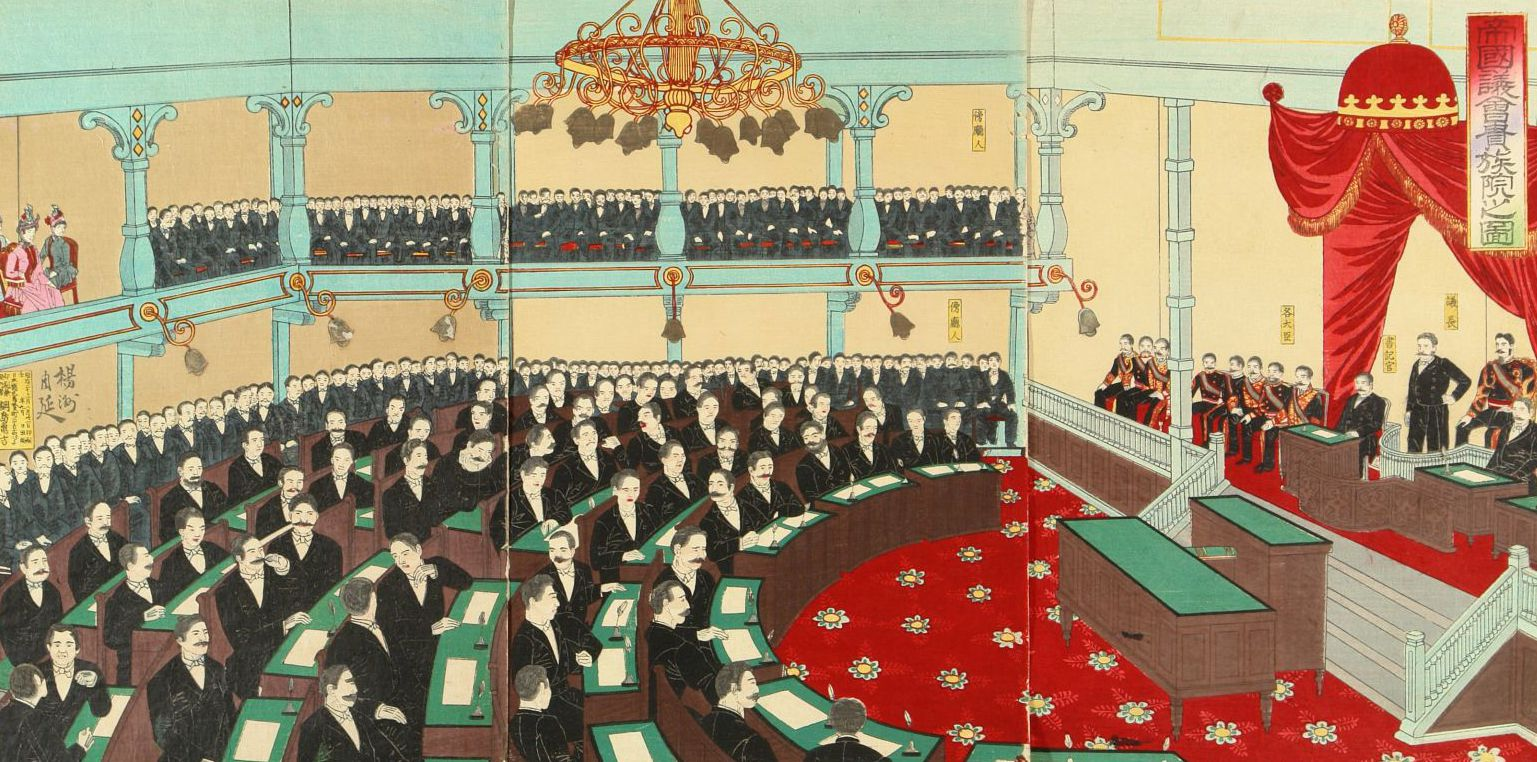
Укійо-е із зображенням засідання Палати перів (1890)

Хоча, згідно з конституцією Мейдзі 1889 року, імператор мав майже абсолютну владу, основний закон передбачав скликання двопалатного парламенту, нижню палату якого обирали виборці, а до верхньої належали члени імператорської сім'ї (Великий син Імператора і Імператорські принци Японії), аристократи (кадзоку) і найбільші платники податків. Автор проекту Конституції — Іто Хіробумі — здійснив подорож до Європи і дослідив різні конституційні системи (зокрема довший час перебував у Берліні та Відні), зробивши їх основою для японської конституції. Так, моделлю для японської палати перів називають британську палату лордів.

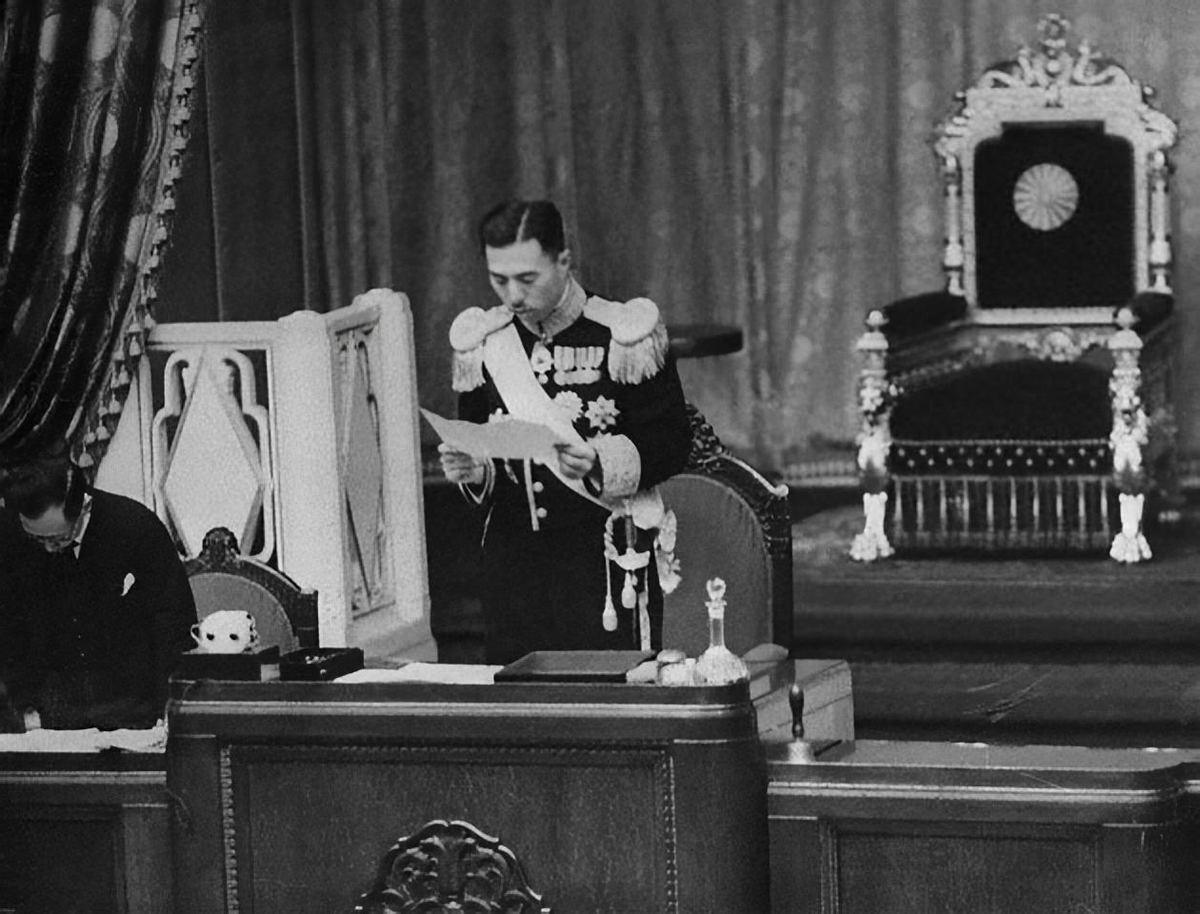
Голова палати Фумімаро Коное зачитує імператорський указ (1936)

Таким чином палата перів була ніби врівноваженням палаті представників, куди депутатів обирали виборці (виборче право мали громадяни, які платили понад 15 єн податків на рік; ~1 % населення). Палата перів традиційно була консервативнішою й прихильнішою до імператора, ніж палата представників. Депутати нижньої палати були значно активніші у законодавчій і бюджетній діяльності.
Згідно зі статтею 34 Конституції: «Палата перів складається, відповідно до Указу про Палату перів, із членів Імператорської сім'ї, дворян, а також тих осіб, яких Імператор призначив до палати», а відповідно до імператорського указу № 11 від 1889 року до палати входили:
- Імператорські принци («принци крові»)
- принци і маркізи старші від 30 років
- 18 графів, 66 віконтів і 66 баронів старших від 25 років, обраних серед свого класу відкритим голосуванням терміном на 7 років
- 125 Імперських номінантів, обраних пожиттєво серед людей з національними досягненнями та ерудицією старших від 35 років.
- 4 людини (по 2 з першого і другого відділення), яких обирали з-поміж себе відкритим голосуванням члени Імперської академії наук на 7 років
- 66 осіб (по 1-2 від кожної префектури), яких обирали з-поміж себе найбільші платники податків на 7 років.

Палата перів перестала існувати 1947 року, коли набула чинності нова Конституція Японії, за якою верхня палата парламенту (Палата радників) також стала виборною.